# IC 4956
IC 4956 ist eine elliptische Galaxie vom Hubble-Typ E1 im Sternbild Teleskop am Südsternhimmel. Sie ist schätzungsweise 510 Millionen Lichtjahre von der Milchstraße entfernt und hat einen Durchmesser von etwa 75.000 Lichtjahren.

Gemeinsam mit PGC 64314, PGC 64383 und PGC 64389 bildet sie die IC 4956-Gruppe.
Das Objekt wurde am 22. Juli 1897 von Lewis Swift entdeckt.